# Alionoctula ceylonica
Alionoctula ceylonica is een zoogdier uit de familie van de gladneuzen (Vespertilionidae). De wetenschappelijke naam van de soort werd voor het eerst geldig gepubliceerd door Kelaart in 1852.

## Voorkomen
De soort komt voor in Pakistan, India, Sri Lanka, Bangladesh, Birma, China, Vietnam en op Borneo.